# Gràcia
Gràcia är ett av Barcelonas tio administrativa distrikt. Officiellt är det distrikt 6 och uppdelat i fem delområden (barris, stadsdelar). Gràcia gränsar till tre av Barcelonas övriga distrikt, i söder mot Eixample, i väster mot Sarrià-Sant Gervasi och i norr mot Horta-Guinardó.

## Historia
Gràcia etablerades ursprungligen som ett karmeliter konvent år 1626 med namnet Nostra Senyora de Gràcia. Under första halvan av 1800-talet växte Gràcia efter att flera fabriker etablerats där. I juli 1850 blev Gràcia en självständig kommun med namnet Vila de Gràcia samhället Gràcia. 1897 förlorade Gràcia sin ställning som självständig kommun när den införlivades med Barcelona.

## Delområden
Gràcia delas in i fem olika stadsdelar
| Stadsdel                        | invånare | Yta      | Befolkningstäthet |
| Vila de Gràcia                  | 52 801   | 1,33 km² | 39 820 inv/km²    |
| Camp d'en Grassot i Gràcia Nova | 34 838   | 0,65 km² | 53 638 inv/km²    |
| la Salut                        | 13 332   | 0,64 km² | 20 718 inv/km²    |
| El Coll                         | 7 299    | 0,36 km² | 20 394 inv/km²    |
| Vallcarca i Els Penitents       | 15 687   | 1,21 km² | 12 979 inv/km²    |